# Tobiášova borovice
Tobiášova borovice byla památným stromem v oblasti Trojzemí, ve východní části Lužických hor. Borovice, která v průběhu 90. let 20. století odumřela a jejíž torzo bylo v prosinci roku 2012 pokáceno, po dobu své zhruba 250leté existence připomínala příběh z pašeráckých dob. Stála na Žitavské cestě (Hraniční cestě) asi 300 metrů SSV od vrcholu Loupežnický vrch a zříceniny hradu Větrov. Na rozcestí U Tobiášovy borovice se kříží řada značených turistických tras.

## Základní údaje
- obvod: cca 250 cm[1]
- věk: 250 let[1]
- sanace: pokácena v prosinci 2012[1]

## Historie a pověsti
Obchodník Tobiáš Kunze z Dolního Sedla u borovice o vlásek utekl kulce zlodějů dřeva, která mu jen poškodila klobouk. Jako výraz vděku nechal strom při kácení lesa kolem roku 1800 stát. Na kmen pověsil obrázek svého patrona, svatého Tobiáše, po něž nese borovice jméno.

## Další zajímavosti
Borovice rostla poblíž hranice tří katastrů - již dříve cesta dělila panství Jablonné a Grabštejn - dodnes jsou na místě kamenné mezníky s vytesanými symboly. Poblíž borovice se prý scházeli také pašeráci. Zdejší území je ve správě CHKO Lužické hory a patří do okresu Liberec.
Poblíž bývalého stanoviště borovice je turistický rozcestník Klubu českých turistů. Prochází zde řada tras, zejména Evropská dálková trasa E3, která je zde zároveň novou Hřebenovou trasou.

## Památné a významné stromy v okolí
- Lví buk